# أفيري برادلي
أفيري برادلي (بالإنجليزية: Avery Bradley) مواليد 26 نوفمبر 1990، هو لاعب كرة سلة أمريكي يلعب مع فريق بوسطن سيلتكس في الرابطة الوطنية لكرة السلة ويحمل الرقم 0. يبلغ طوله 6 قدم 2 بوصة (1.9 م).

## فرق لعب لها
- بوسطن سيلتكس

## روابط خارجية
- أفيري برادلي على موقع إن بي أي (الإنجليزية)
- أفيري برادلي على موقع سبورتس رفرنس (الإنجليزية)
- أفيري برادلي على موقع كرة السلة الأوروبية.كوم (الإنجليزية)
- أفيري برادلي على موقع إي إس بي إن.كوم (الإنجليزية)
- أفيري برادلي على موقع كلية كرة السلة في سبورتس رفرنس.كوم (الإنجليزية)
- أفيري برادلي على موقع ريلجم (الإنجليزية)
- أفيري برادلي على موقع بروبوليرز (الإنجليزية)
- أفيري برادلي على موقع سبورتس رفرنس (الإنجليزية)